# Municipio de Devoe
El municipio de Devoe (en inglés: Devoe Township) es un municipio ubicado en el condado de Faulk en el estado estadounidense de Dakota del Sur. En el año 2010 tenía una población de 23 habitantes y una densidad poblacional de 0,25 personas por km².

## Geografía
El municipio de Devoe se encuentra ubicado en las coordenadas 45°7′14″N 98°53′20″O / 45.12056, -98.88889. Según la Oficina del Censo de los Estados Unidos, el municipio tiene una superficie total de 93.56 km², de la cual 92,07 km² corresponden a tierra firme y (1,6 %) 1,5 km² es agua.

## Demografía
Según el censo de 2010, había 23 personas residiendo en el municipio de Devoe. La densidad de población era de 0,25 hab./km². De los 23 habitantes, el municipio de Devoe estaba compuesto por el 100 % blancos. Del total de la población el 0 % eran hispanos o latinos de cualquier raza.